# Заливная
 Заливная — железнодорожная станция в Богатовском районе Самарской области. Входит в состав сельского поселения Богатое.

## География
Населённый пункт находится у железнодорожной линии Самара — Оренбург, на расстоянии примерно 5 км (по прямой) на восток от села Богатое, административного центра района.

## Население
| 2010 |
| ---- |
| 235  |

### Национальный состав
Согласно результатам переписи 2002 года, в национальной структуре населения русские составляли 88 % из 291 чел.